# China Airlines Flight 140
China Airlines Flight 140 var en reguljärt passagerarflyg från Chiang Kai-shek International Airport i Taipei, Taiwan till Nagoya Airport i Nagoya, Japan. Den 26 april 1994 slutförde en Airbus A300B4-622R en rutinflygning och landstigning, då flygstyrman, strax innan de skulle landa på Nagoya Airport, av misstag tryckte Takeoff/Go-around-knappen (även känd som en TO/GA) vilket höjde gasreglageläget till samma som Takeoff/Go-around.
Piloten Wang Lo-chi (kinesiska: 王樂琦; pinyin: Wáng Lèqí) och styrmannen Chuang Meng-jung (莊孟容; Zhuāng Mèngróng) försökt att rätta till situationen genom att manuellt minska gasreglageläget och trycka ratten (yoke) nedåt. Autopiloten agerade sedan mot dessa inmatningar (som den är programmerad att göra när TO/GA-knappen är aktiverad), vilket gjorde att flygplansnosen slog upp kraftigt. Denna inställning, i kombination med minskad hastighet på grund av otillräcklig dragkraft, resulterade i en aerodynamisk överstegring av flygplanet. Med otillräcklig höjd för att återhämta sig från detta tillstånd, havererade flygplanet och 264 (15 besättningsmedlemmar och 249 passagerare) av 271 (15 besättningsmedlemmar och 256 passagerare) personer ombord. Alla passagerare som överlevde olyckan satt på raderna 7 till 15.
Haveriet, som förstörde flygplanet (levererad 1991, mindre än tre år tidigare), tillskrevs besättningen för att ha underlåtit att korrigera kontrollerna samt hastigheten. Hittills förblir olyckan den dödligaste flygolyckan i China Airlines historia, och den näst dödligaste flygolyckan på japansk mark, efter Japan Airlines Flight 123. Det är också den tredje dödligaste flygolyckan med ett Airbus A300, efter Iran Air Flight 655 och American Airlines Flight 587.

Seat map.